# Tanaecia smaragdifera
Tanaecia smaragdifera är en fjärilsart som beskrevs av Hans Fruhstorfer 1913. Tanaecia smaragdifera ingår i släktet Tanaecia och familjen praktfjärilar. Inga underarter finns listade i Catalogue of Life.